# Guilty Pleasures
『Guilty Pleasures』（ギルティ・プレジャース）は、アリスターのアルバムである。

## 概要
アリスターによるカバー・アルバム。アリスターが翌2007年の活動休止の前にリリースした最後のアルバムとなり、以降、2010年までアルバムのリリースが途絶えることとなった。また、スコット・マーフィーがソロ名義で「Guilty Pleasures II」、「Guilty Pleasures 3」などGuilty Pleasuresの続編を継続的にリリースしている。

## 収録曲
1. Intro
  - インスト。JR東日本の駅メロでもある、JR-SH2を使用している。
2. Cherry
  - 原曲はスピッツの「チェリー」。
3. To Be With You
  - 原曲はMR. BIGの「TO BE WITH YOU」。
4. Tsunami
  - 原曲はサザンオールスターズの「TSUNAMI」。
5. I Saw Her Standing There
  - 原曲はビートルズの「I Saw Her Standing There」。
6. Sakura
  - 原曲は森山直太朗の「さくら」。英訳された英語バージョン。英訳はスコット・マーフィーが担当した。
7. Heaven Is A Place On Earth
  - 原曲はベリンダ・カーライルの「Heaven Is a Place on Earth」。
8. Shimanchu Nu Takara
  - 原曲はBEGINの「島人ぬ宝」。

## クレジット
- Scott Murphy (スコット・マーフィー) : ベース、リードボーカル (M2,M4,M6,M7,M8)
- Tim Rogner (ティム・ログナー) : ギター、リードボーカル (M3,M5)
- Kyle Lewis (カイル・ルイス) : ギター
- Mike Leverence (マイク・レヴェランツ) : ドラムス